# چلانگر (ماشین)

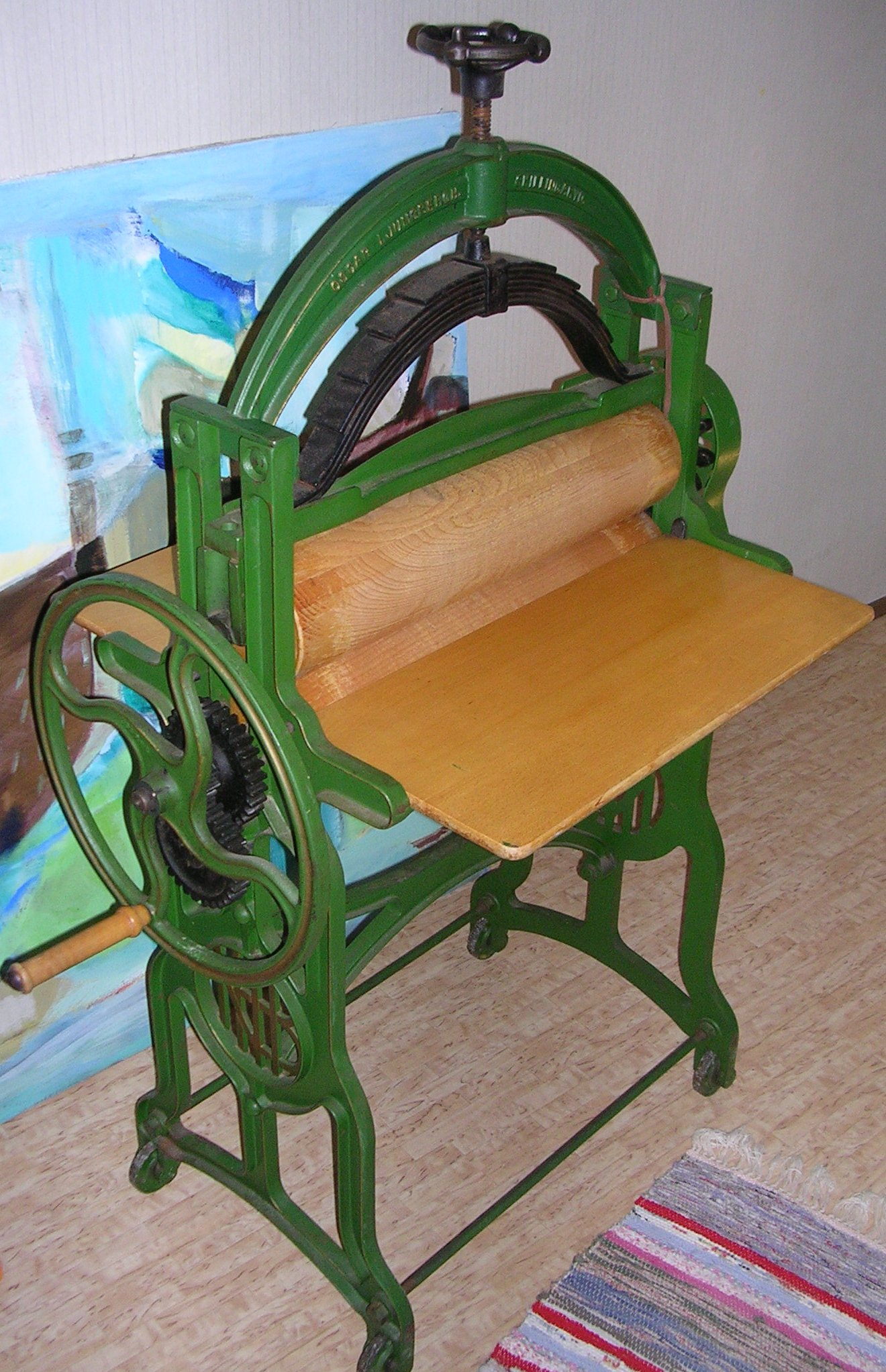
چلانگری مربوط به سال ۱۹۳۴

چلانگر (به انگلیسی: mangle یا wringer) یک ابزار مکانیکی کمک رختشویی متشکل از دو غلتک در یک قاب محکم متصل چرخ‌دنده‌دار بود که در مدل خانگی توسط میل‌لنگ دستی یا برقی نیرو می‌گرفت. در حالی که دستگاه در اصل برای بیرون کشیدن آب از لباس‌های شسته‌شده و مرطوب استفاده می‌شد امروزه این دستگاه برای فشردن یا پهن کردن ورق، سفره، حوله یا لباس و دیگر امور لباس‌شویی استفاده می‌شود.